# 豹紋九棘鱸
豹紋九棘鱸（学名：Cephalopholis leopardus），又名豹紋九棘鮨、豹紋鱠、過魚、石斑，為輻鰭魚綱鱸形目鱸亞目鮨科的其中一種，分布於印度太平洋區，從東非至社會群島，北從日本，南迄澳洲北部海域，棲息深度1-40公尺，體長可達24公分，棲息在珊瑚生長茂生的潟湖、外海礁坡，為底棲性魚類，屬肉食性，以甲殼類為食，可做為食用魚。

## 擴展閱讀
維基物種上的相關：豹紋九棘鱸